# Poulet antillais
Pour les articles homonymes, voir Poulet (homonymie), Antilles (homonymie) et Créole (homonymie).
Le poulet antillais ou poulet au riz à la créole est une spécialité culinaire de cuisine traditionnelle de la cuisine antillaise, variante du colombo, à base de morceaux de poulet mijotés et aromatisés au jus de citron vert, sucre roux, épices (colombo, curry, paprika, curcuma), ananas, noix de coco.

## Préparation
Faire éventuellement macérer les morceaux de poulet dans une marinade de jus de citron vert, sucre roux, épices (curry, colombo, paprika, curcuma, noix de muscade, piment oiseau, piment de Cayenne, feuille de bois d'Inde), morceaux d'ananas ou de banane, persil, thym. 
Puis faire revenir et dorer les morceaux de poulet dans un fait-tout avec des oignons hachés, avant de les faire mijoter à feu doux avec la marinade et des tomates. Servir chaud, sur du riz parfumé par exemple à la noix de coco,,,,.

## Galerie de photographies

Poulet au riz à la créole et quelques variantes
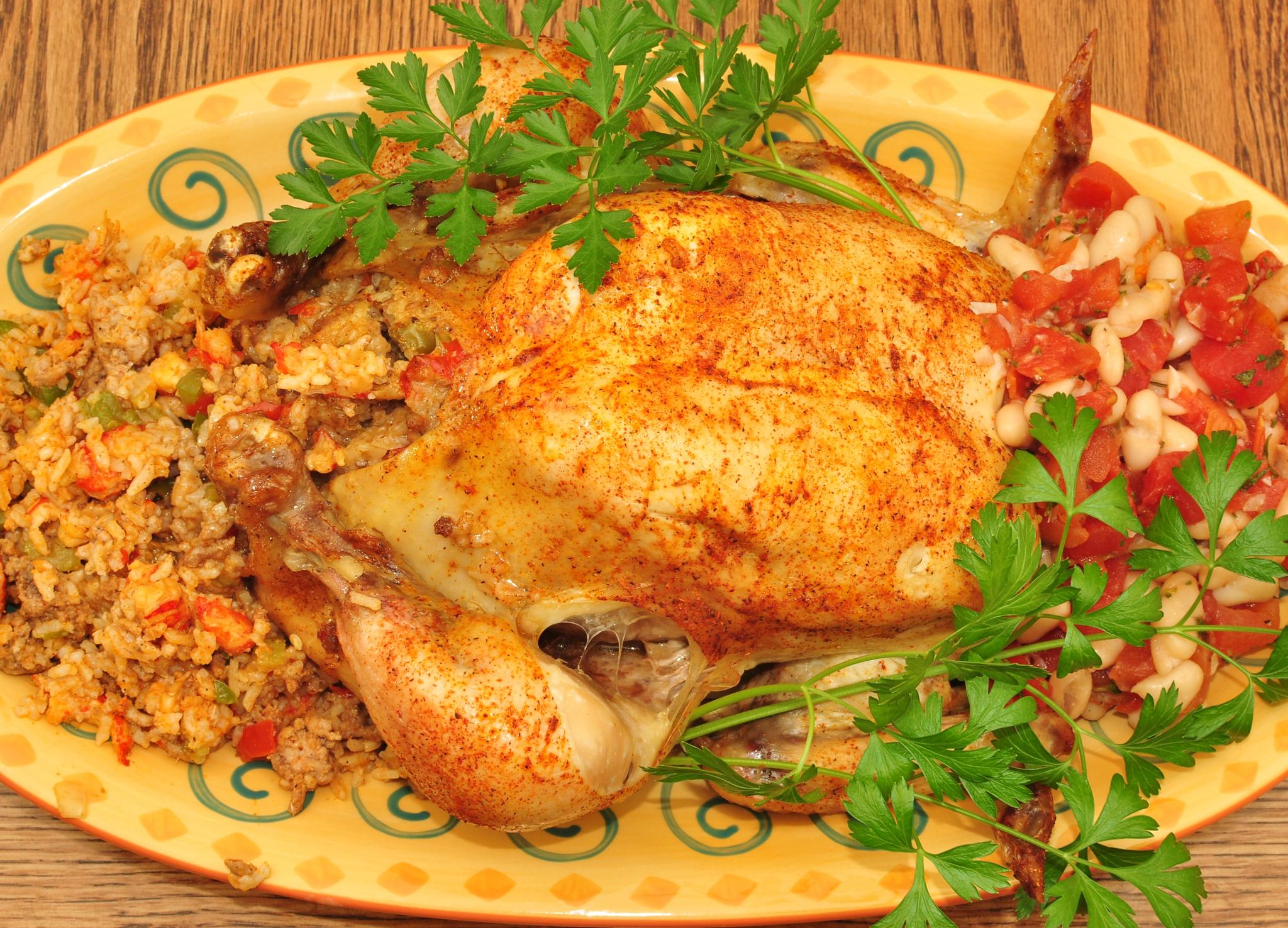
Poulet au riz à la créole.
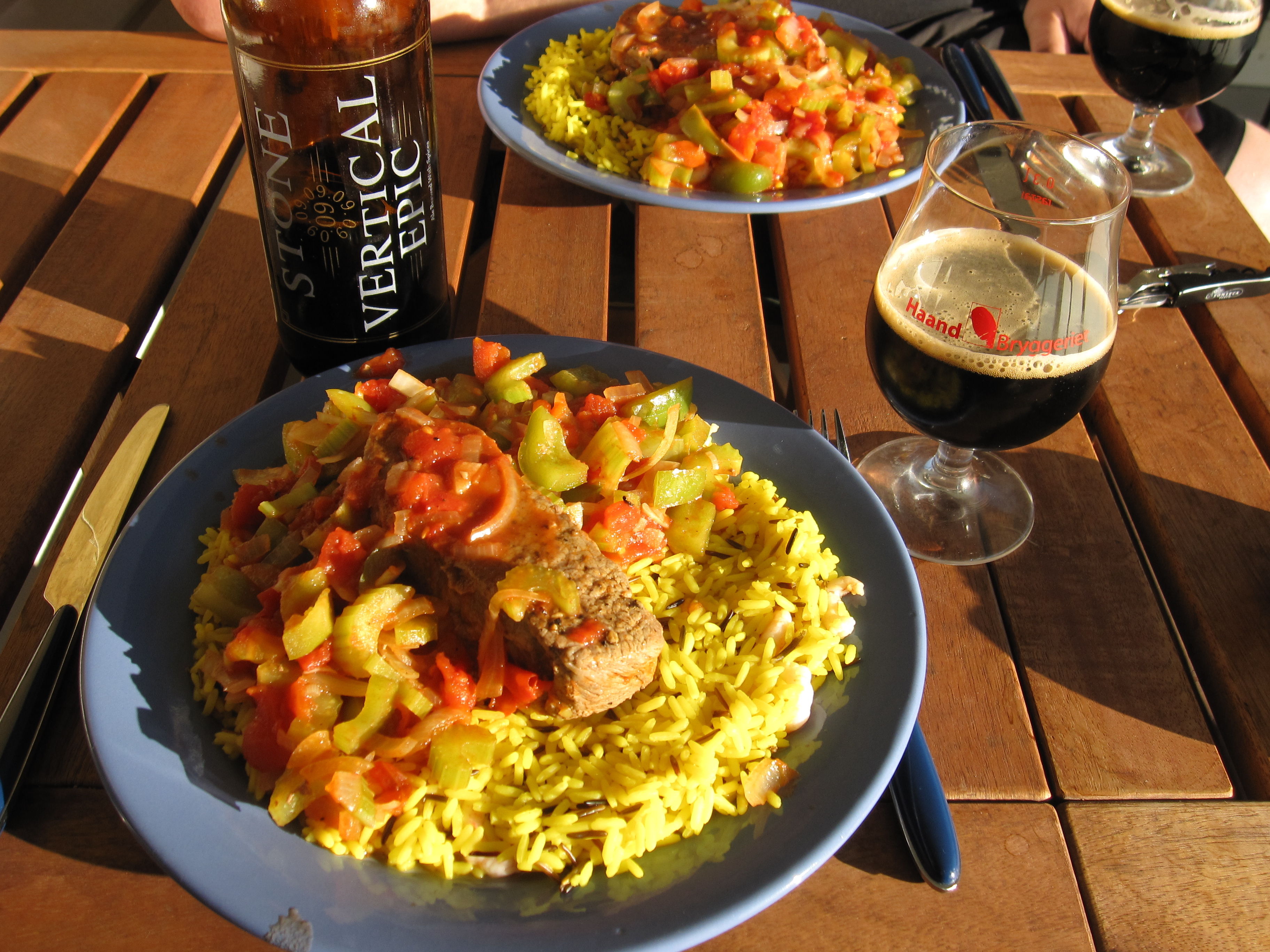
Fricassée de bœuf au riz créole.
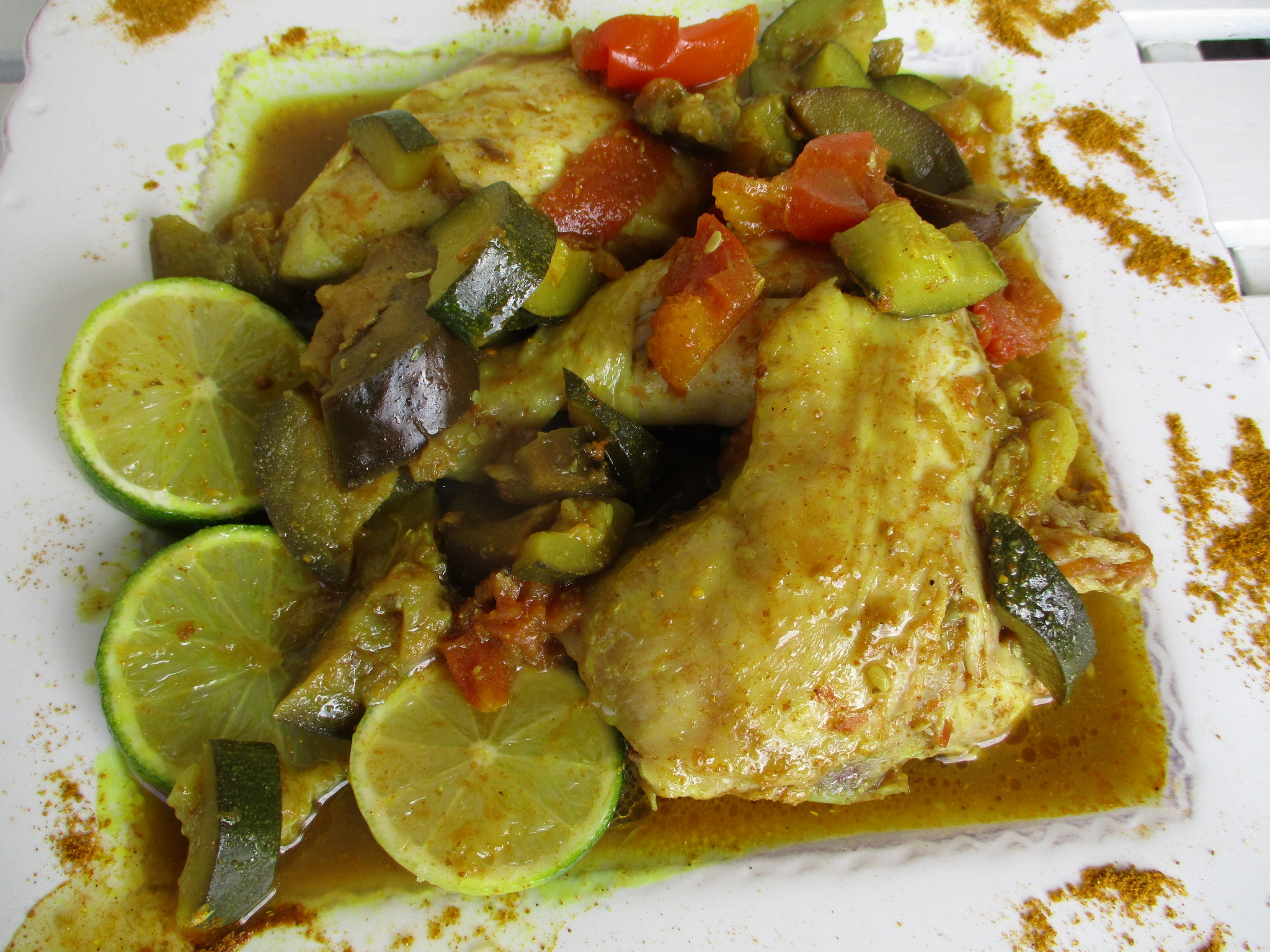
Colombo de poulet.
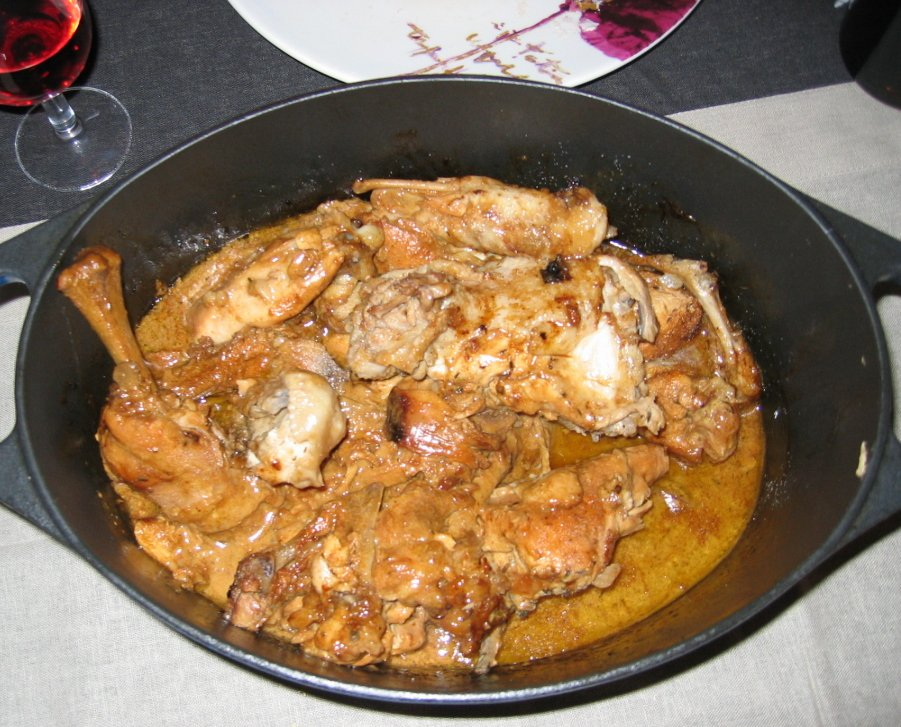
Poulet au lait de coco.
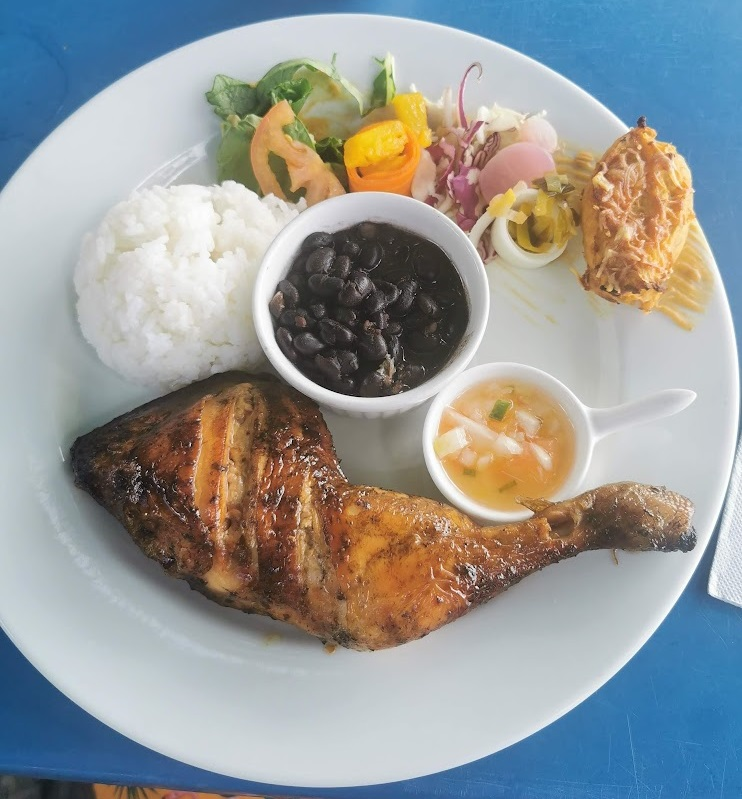
Poulet braisé au coco.